# Иницијална јавна понуда
Инцијална јавна понуда (енгл. Initial public offering) је тренутак када једна компанија по први пут излази на јавно финансијско тржиште и самим тим прелази из приватног у јавни сектор. То је поступак којим се акције по први пут нуде јавности, односно широком кругу потенцијалних инвеститора.
У скоријој прошлости, ниједна иницијална јавна понуда није остварила профит мањи од 22 процента (случај компаније Волво), а највећи профит остварила је туристичка компанија Ер-Би-Ен-Би, која је 2021. године остварила 113% профита у једном дану. Остале иницијалне јавне понуде вредне помена су ИЈП компаније Виса из 2008., на којој је остварен профит од 30%, компаније НИО, из 2018. године, која је остварила профит од 76%, Ривиан, који је новембра 2021. остварио 53%, и ИЈП компаније Винфаст из августа 2023. године који је остварио профит од 68%.